# Ned Kelly (film, 1970)
Pour le personnage, voir Ned Kelly.
Ne doit pas être confondu avec le film de 2003 ou Ned Kelly (film, 2003).

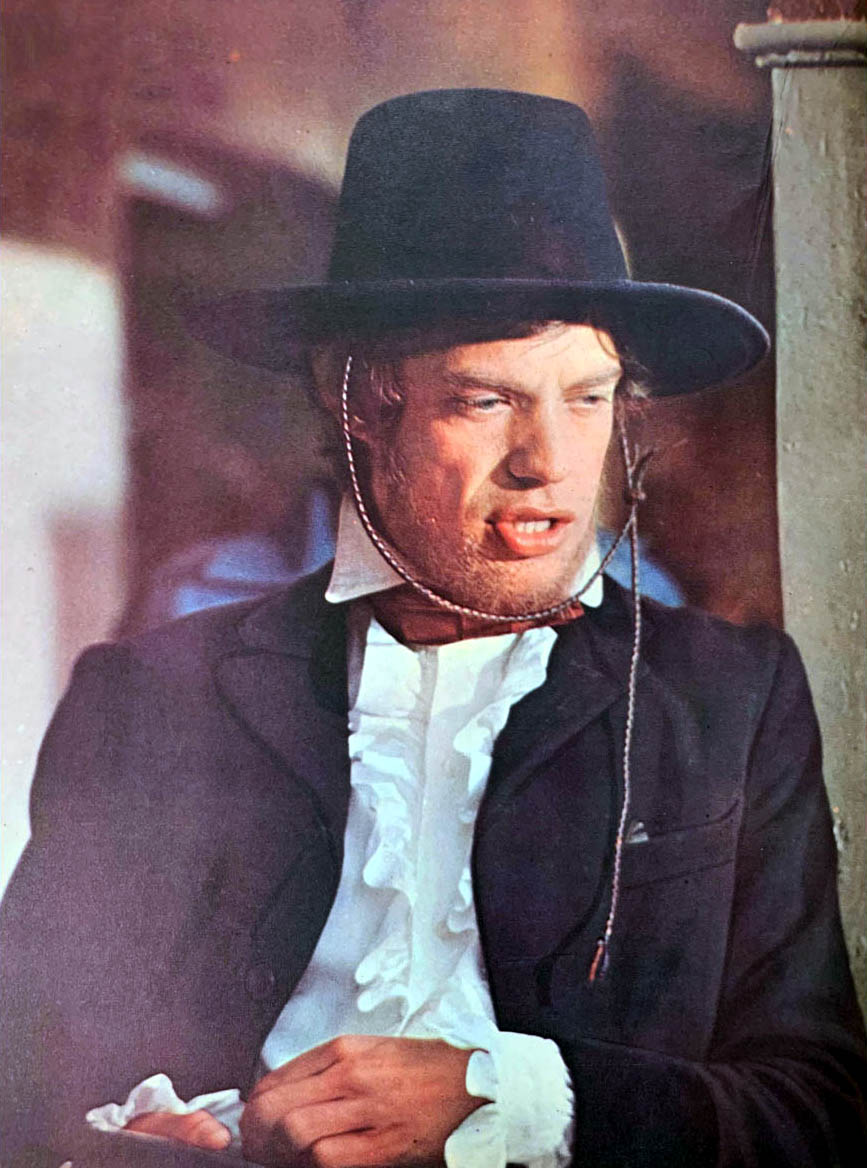
Photographie de Mick Jagger dans le film

Ned Kelly est un film britannique réalisé par Tony Richardson, sorti en 1970.

## Synopsis
Biographie de Ned Kelly.

## Fiche technique
- Titre : Ned Kelly
- Réalisation : Tony Richardson
- Scénario : Tony Richardson et Ian Jones
- Production : Neil Hartley
- Musique : Shel Silverstein
- Photographie : Gerry Fisher
- Montage : Charles Rees
- Pays d'origine : Royaume-Uni
- Format : Couleurs - 1,85:1 - Mono
- Genre : Biopic, drame, film de gangsters
- Durée : 99 minutes
- Date de sortie : 1970
- Affiche : Jouineau Bourduge (France)

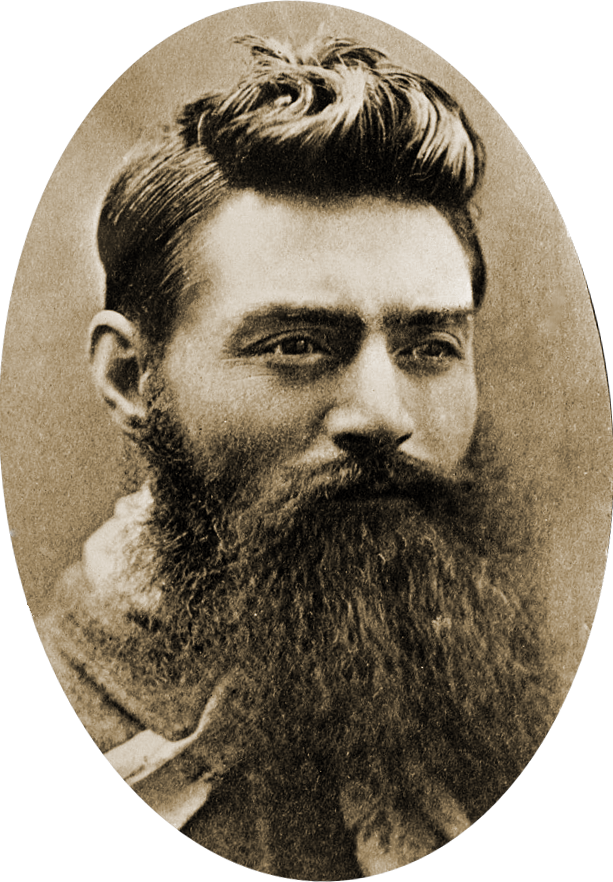
Ned Kelly.

## Distribution
- Mick Jagger : Ned Kelly
- Clarissa Kaye-Mason : Mrs. Kelly
- Bruce Barry : George King
- Mark McManus : Joe Byrne
- Ken Goodlet : Supt. Nicholson
- Frank Thring : Juge Barry
- Tony Bazell : Mr. Scott
- Bill Hunter : Officier
- Janne Wesley : Caitlyn
- Allen Bickford : Dan Kelly
- Diane Craig : Maggie Kelly
- Alexi Long : Grace Kelly
- Susan Lloyd : Kate Kelly

## Anecdote
Les Rolling Stones ne firent pas le Festival de Woodstock en partie parce que Mick Jagger tournait ce film.